# The Path of True Love
The Path of True Love  è un cortometraggio muto del 1912. Il nome del regista non viene riportato. Prodotto dalla Vitagraph e distribuito dalla General Film Company, il film uscì nelle sale il 6 gennaio 1912. Aveva tra gli interpreti Wallace Reid, Florence Turner, Laurence Trimble, Edith Balleran, Hal Reid.

## Produzione
Il film fu prodotto dalla Vitagraph Company of America.

## Distribuzione
Distribuito dalla General Film Company, il film - un cortometraggio di una bobina - uscì nelle sale cinematografiche statunitensi il 6 gennaio 1912.